# Kolline Höhenstufe

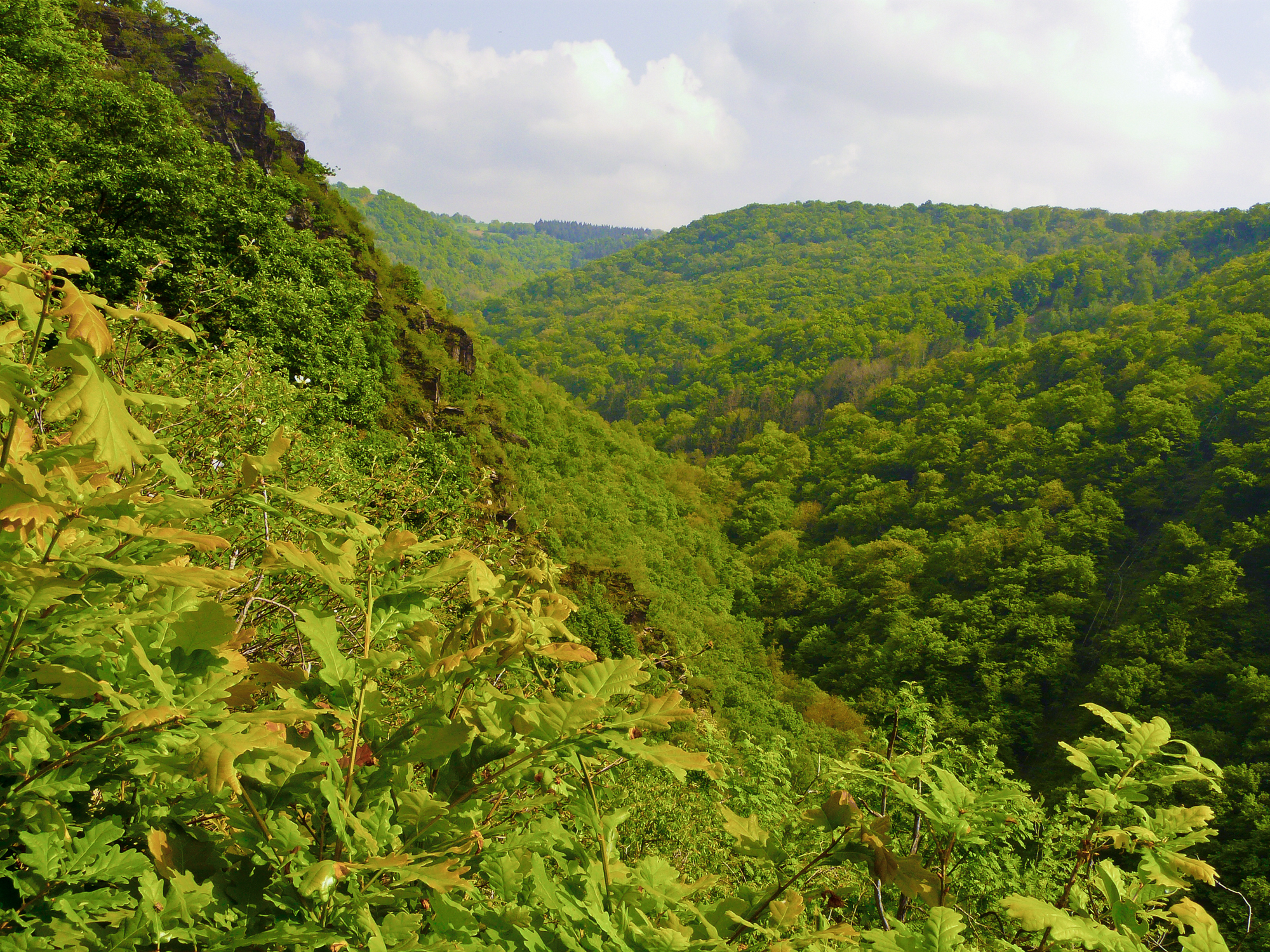
Ursprünglich Laubwald von der Ebene bis auf die Kuppen: Die kolline Höhenstufe ist in den feucht-humiden deutschen Mittelgebirgen nicht leicht festzulegen (Rheinhänge Gutenfels/Loreley)

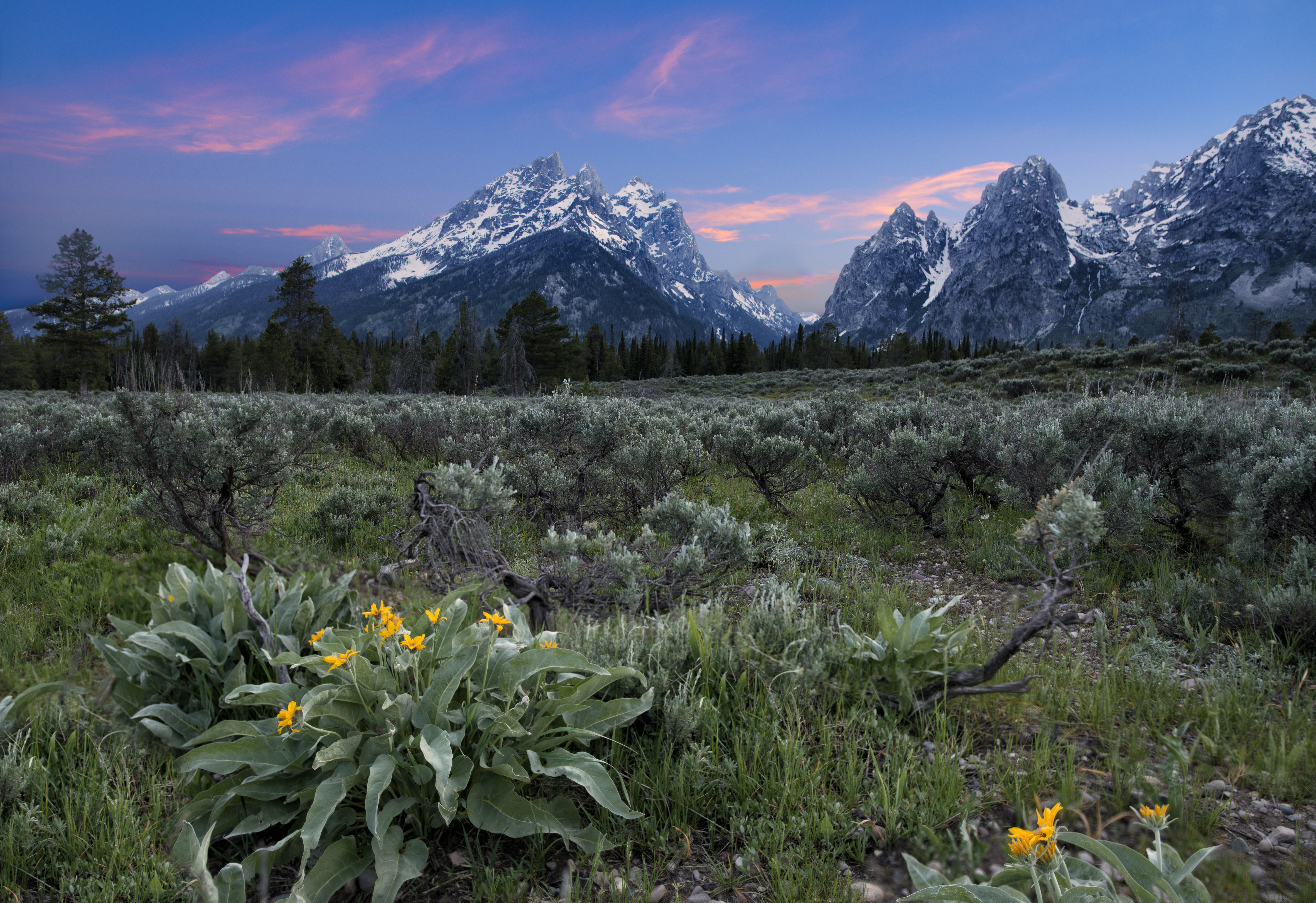
Beifußsteppe in der Ebene, Wald am Gebirgsfuß: In der Teton Range (Wyoming) beginnt die kolline Stufe klar erkennbar an der unteren Waldgrenze; wo das Klima höhenwärts feuchter wird

Kolline oder colline Höhenstufe (von lateinisch collis = Hügel – auch Kollin- oder Collinstufe, Hügellandstufe (engl. Foothills) und vereinzelt kolline Vegetationsstufe oder Fußstufe) ist die orographische Bezeichnung für die niedrigste Höhenstufe der Vegetation vieler Gebirge, die sich bereits geomorphologisch unterscheidbar aus der planaren Ebene erhebt.
Im Wesentlichen entsprechen die Standortbedingungen der Hügelstufe für die Pflanzenwelt noch den zonalen Gegebenheiten der Klimazone, in der das Gebirge liegt. Sie ist im Allgemeinen von mäßigen Hangneigungen und wenigen Erhebungen geprägt, deren Reliefenergie bei maximal 200 m innerhalb der Höhenstufe liegt. Ihre Obergrenze wird am Gebirgsfuß nach den jeweiligen ökologischen Vorgaben bei einem bestimmten Wechsel der natürlichen Pflanzenformationen gezogen. Die nächsthöhere Vegetationsstufe ist die montane Höhenstufe; bisweilen wird noch eine submontane Übergangszone definiert.
Sofern das Gebirgsklima und die Vegetation im kollinen Vorgebirge noch keine wesentlichen Unterschiede zum Umland aufweisen, fassen viele Autoren die planare (Tief)ebene zur planar-kollinen- beziehungsweise kollin-planaren Höhenstufe zusammen. Demnach setzt eine separat ausgewiesene Kollinstufe eine stärkere Gliederung des Reliefs voraus, die lokal azonale oder extrazonale Standortbedingungen verursacht, sodass von der Tieflandvegetation abweichende Pflanzenformationen beschrieben werden können.

## Nomenklatur
Die Begriffe planar, kollin, montan, alpin und nival gehören in Geobotanik, Biogeographie und Ökologie zu der am weitesten verbreiteten, „klassischen“ Nomenklatur für Höhenstufen mit ihren jeweils typischen Klimata und der potenziellen natürlichen Vegetation. Obwohl sich diese Bezeichnungen, die aus der traditionellen Alpenforschung stammen, ursprünglich nur auf humide Gebirge der gemäßigten Breiten bezogen, werden sie heute (mit den bereits beschriebenen Ausnahmen) auch für Gebirge anderer Klimazonen verwendet. Aufgrund dessen kann es keine allgemeingültigen Definitionen geben, da die Abstufung immer auf die tatsächlichen Verhältnisse eines konkreten Gebirges bezogen ist. Einige Autoren verwenden daher – insbesondere bei völlig anderen ökologischen Verhältnissen – abweichende Bezeichnungen und Abfolgen, um Verwechslungen und falsche Schlussfolgerungen zu vermeiden.

### Alternative Bezeichnungen
Die vorgenannten Bezeichnungen sind für die gemäßigte Zone allgemein üblich. Für polare Gebirge wird keine Kollinstufe definiert, da in den hohen Breiten bereits in der Ebene Tundra vorherrscht, die viele hundert Meter in die Höhe reicht und überall als alpine Vegetation beschrieben wird. Für andere Klimazonen wird die kollin-planare Stufe häufig nach der jeweiligen Zone mit den Vorsilben eu- (häufig), (seltener:) xero-, hygro- oder pluvio- benannt: also euboreal (Nadelwaldklima), eumediterran (Mittelmeerklima), eulaural (Lorbeerwaldklima) oder eudesertisch (Wüstenklima); xeromediterran, xerotropisch, hygro- oder pluviotropisch.
Sehr uneinheitlich – jedoch meist für eine kolline Stufe – wird die Vorsilbe meso- verwendet. Bisweilen korreliert auch eine supramediterrane Stufe mit der kollinen, jedoch meistens eher mit höheren Stufen.
Etliche Autoren bilden den Namen der Höhenstufen schlicht aus der typischen Vegetation: Bei humiden, kühlgemäßigten Gebirgen heißt die kolline Region beispielsweise Lärchen-Fichtenstufe oder Flaumeichen-Hopfenbuchenwaldstufe. Darüber hinaus verwenden einige Autoren eigene Bezeichnungen – wie etwa der peruanische Geograph Javier Pulgar Vidal, der für die tropischen Anden zwei kolline Stufen definierte: Die feuchtwarme Rupa-Rupa für die östlichen Gebirgsregenwälder und die trockenheiße Lomas für die westlichen Wüstenhänge. Der klassisch lateinamerikanische Begriff Tierra Caliente („heißes Land“) ist zumeist ein Synonym für die kollin-planare Stufe tropischer Gebirge Mittel- und Südamerikas. Da dieses Modell nicht auf der Vegetation beruht, sondern direkt auf das Klima bezogen ist, wird in den Randtropen für kolline Höhen bisweilen auch der Begriff Tierra templada („gemäßigtes Land“) verwendet, der normalerweise für montane Höhenstufen steht.
Aus forstwirtschaftlicher Sicht und im allgemeinen Sprachgebrauch gehört die Kollinstufe zusammen mit der planaren- und submontanen Stufe zu den Tieflagen.

## Charakteristik

### Vorgaben

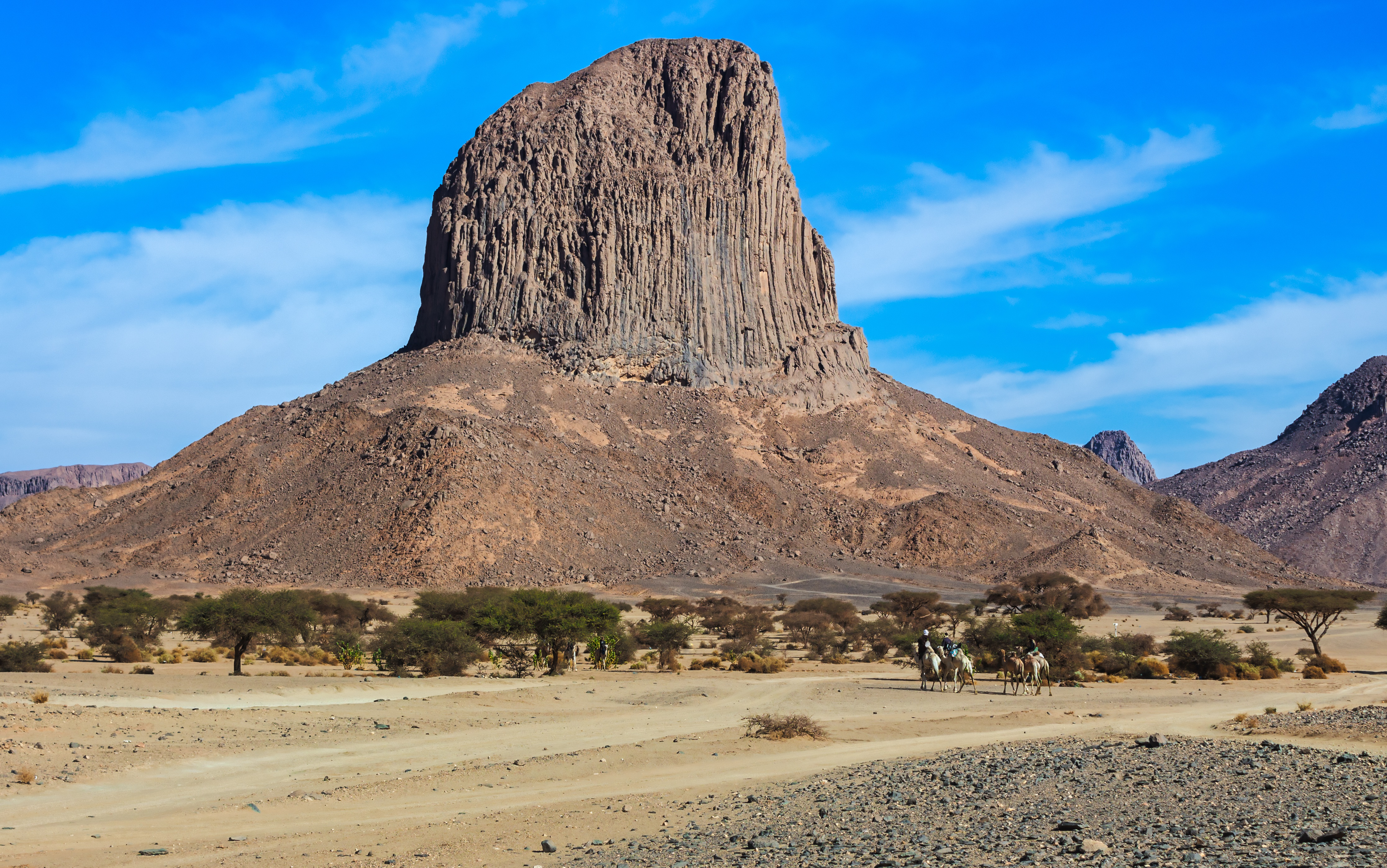
Savannenartige Wüste mit vereinzelten Gehölzen im Ahaggar-Gebirge Algeriens. Mit 25 bis 100 mm Jahresniederschlag ist der Gebirgsfuß immerhin drei bis viermal „feuchter“ als die Ebene

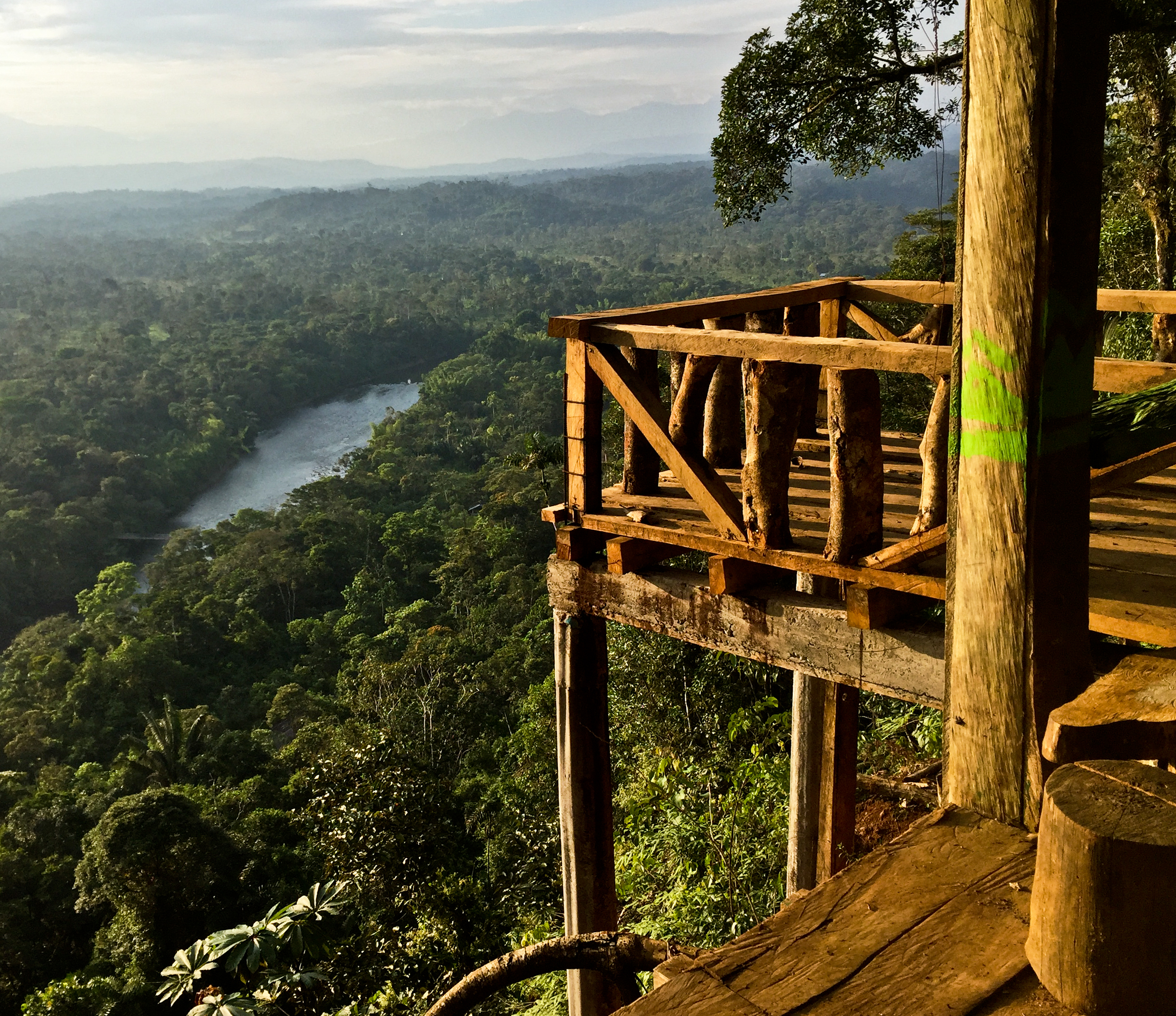
Tal des Río Puyo in Ecuador, etwa 900 Meter hoch (im Hintergrund die Anden): Da der Regenwald des Vorgebirges („Bosque siempreverde piemontano“) sich nur graduell vom Tieflandregenwald unterscheidet, wird er nur selten als eigene kolline feuchttropische Vegetation differenziert

Die Pflanzenformationen der kollin-planaren Höhenstufe sollen die zu erwartende zonale Vegetation der jeweiligen Klimazone repräsentieren, sodass weder die Höhe über dem Meeresspiegel noch ihre Geländeformationen diesen Klimaxzustand beeinflussen dürfen. Wird eine separate kolline Höhenstufe ausgewiesen, finden sich aufgrund der höhenwärts abnehmenden Temperaturen und zunehmender Niederschläge bereits andere Vegetationstypen als in der Ebene. Der Einfluss des Gebirgsklimas ist jedoch noch gering, sodass nicht größtenteils Wälder vorkommen, wie es für die Montanstufe üblich ist.
Unterschiedliche Planar- und Kollinstufen treten vor allem in Bergländern auf, die im Übergangsbereich zweier Klimate liegen. Ein Beispiel sind die Hügel der pannonischen Florenprovinz in Niederösterreich, die im Naturzustand Laubwälder tragen, während die Tiefebene etwas trockener ist und bereits zur Region der eurasischen Waldsteppe gehört. In solchen Grenzlagen ist die Betrachtung der unteren Höhenstufen stärker vegetationsbezogen, sodass ebenso je nach Gebirgsflanke unterschiedliche Bezeichnungen benötigt werden: Das gilt etwa für die Alpen, die im Norden eine kolline Stufe mit Laubmischwäldern und im Süden auf gleicher Höhe stattdessen eine mesomediterrane Höhenstufe mit Hartlaubvegetation aufweisen. Orographisch handelt es sich um zwei klimatisch verschiedene Kollinstufen.
Auch in ausreichend hohen Gebirgen trockener Klimazonen, über die regelmäßig feuchte Luftmassen ziehen, lässt sich eine separate Kollinstufe feststellen, da der windseitig entstehende Steigungsregen bereits einen sichtbaren Einfluss auf die Vegetation des Gebirgsfußes hat: Die Pflanzendecke ist weniger lückig als in der Ebene, es gedeihen bereits einige Mesophyten neben den trockenheitsverträglichen Xerophyten und die Biomasse ist größer.
Die Festsetzung der Unter- und Obergrenze der kollinen Vegetationsstufe hängt von der Betrachtungsweise ab: Sie reicht einerseits umso höher ins Gebirge, je geringer die klimatischen Unterschiede zum Flachland sind. Andererseits bestimmt der Autor jedoch die Zahl der Höhenstufen und die Maßstabsebene der vorhandenen Ökosysteme (etwa konkrete, eher kleinräumige Waldgesellschaften wie Eichen-Hainbuchenwald, Hainsimsen-Buchenwald oder Kalkmagerrasen – oder aber stark abstrahierte Großlebensräume wie Sommergrüner Laubwald, Gebirgsnadelwald oder Hochlandsteppe), sodass Vergleiche verschiedener Regionen wenig aussagekräftig sind.
Strenggenommen sind viele Kollinstufen, deren Grenzen im Bereich von 1000 Metern liegen, orographisch betrachtet (nach dem Geländeprofil) eher der montanen Stufe zuzurechnen, sodass einige Autoren unmissverständliche Benennungen fordern.

### Anwendung

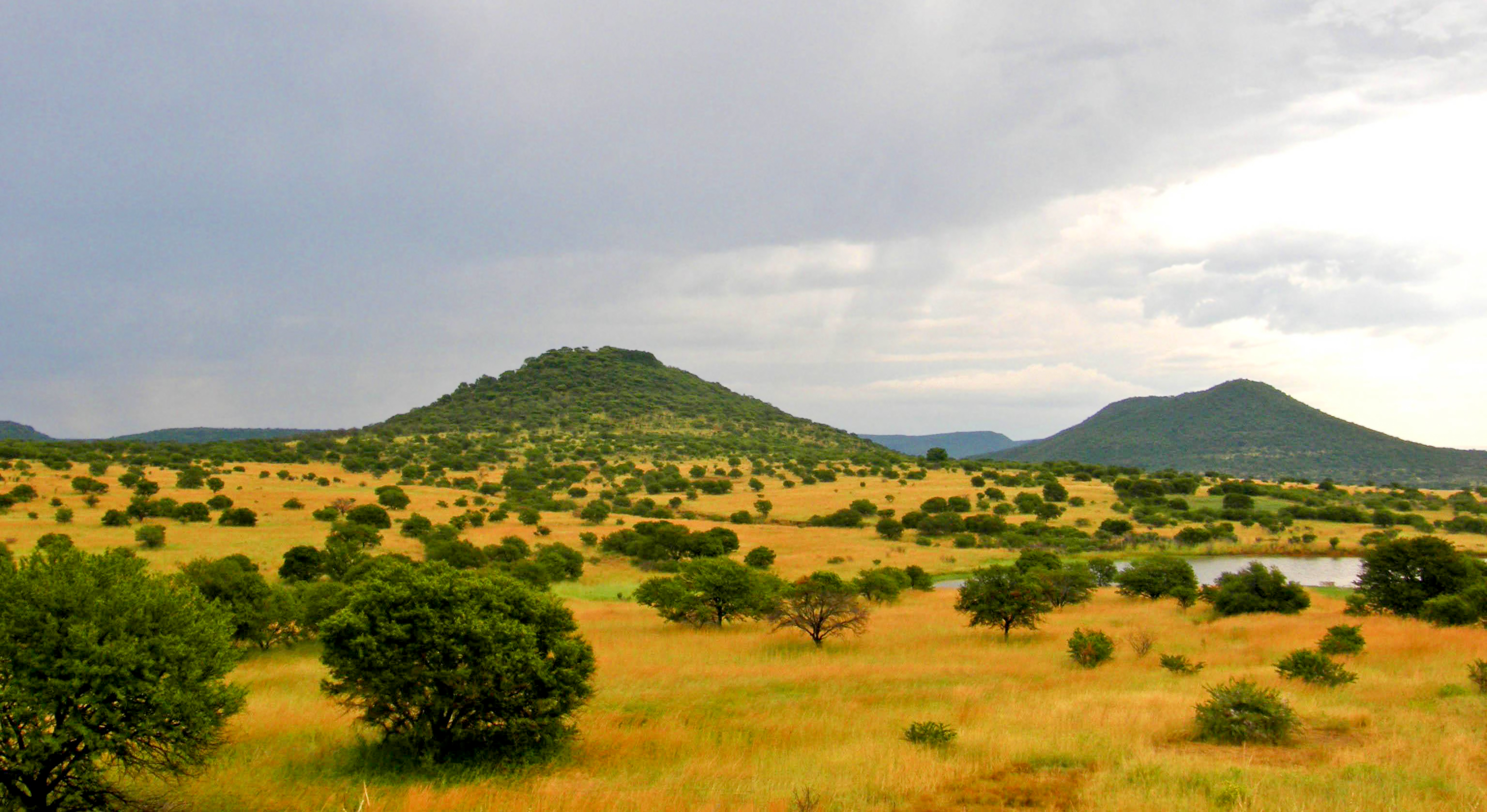
Kolline Savanne in KwaZulu-Natal (Südafrika)

Die Untergrenze der kollinen Stufe ist in der Regel nur bei Gebirgen trockener Klimate offensichtlich, da die höhenwärts zunehmenden Niederschläge in Vor- oder Mittelgebirgen eine üppigere Vegetation ermöglichen als in der Ebene (beispielsweise Wüste zu Halbwüste, Steppe zu Waldsteppe, Hartlaubvegetation oder Waldsteppe zu Wald; bei Hochgebirgen entspricht dies dem hygrischen Typ B). In der außertropischen Westwindzone ist die Vegetationsperiode durch die geringfügig niedrigeren Temperaturen bereits kürzer als in der Ebene (z. B. 15 bis 25 Tage in Nordrhein-Westfalen bei rund 2° C geringerer Jahresmitteltemperatur in 250 m Höhe gegenüber 50 m) und die Niederschlagsummen können durch den Steigungsregen schon deutlich höher liegen (NRW: 400 bis 800 mm mehr). Dennoch sind die Unterschiede bei der Vegetation hier nicht offensichtlich: Zumeist sind es Wälder des gleichen Typs, die lediglich ein abweichendes Artenspektrum aufweisen. In den feuchten Subtropen und Tropen ist die Festlegung ebenfalls schwierig, da auch dort höhenwärts nur ein gradueller Wandel stattfindet.
Bei der Obergrenze der Kollinstufe verhält es sich bezogen auf die Westwindzone und die Trockenregionen genauso wie bei der Untergrenze: Die Grenze zu den feucht-gemäßigten Bergwäldern ist fließend, mancherorts kann die Untergrenze der nach oben dominanter werdenden Nadelbäume herangezogen werden. Bei den trocken-(sub)tropischen Gebirgen findet wieder ein gut sichtbarer Wechsel statt (beispielsweise Halbwüste zu Steppe, Waldsteppe zu Offenwald, Savanne zu Steppe oder Trockenwald). In den feuchten Subtropen und Tropen sind die Verhältnisse unterschiedlich, häufig ist die Festlegung jedoch einfacher als bei der Untergrenze (etwa immergrüner subtropischer Lorbeerwald zu sommergrünem Laubwald oder Tieflandregenwald zu Bergregenwald).
Die absolute Höhe über dem Meeresspiegel für die vorgenannten Höhenstufen wird für jedes Gebirge nach den ökologischen Vorgaben separat festgelegt.

## Anthropogener Einfluss
Die Hügelstufe ist neben den Ebenen von den gemäßigten Zonen bis zum Äquator das wichtigste Landwirtschaftsgebiet und gehört demnach in sehr vielen Gebirgen zum Dauersiedlungsraum. In der gemäßigten Zone erlauben die oft günstigen Strahlungsbedingungen an Südhängen den Anbau auch wärmeliebender Dauerkulturen wie Obst oder Weinreben.

## Beispiele für Höhenfestlegungen und ursprüngliche Vegetation
Die folgende Tabelle zeigt die enormen Unterschiede der untersten Gebirgsstufe anhand einiger Beispiele (zumeist Gebirgsumland) aus allen Ökozonen (wenn keine Untergrenze angegeben ist, handelt es sich um eine kollin-planare Stufe und/oder die Region hat keine Tiefebenen):
| Ökozone                                | Gebirge/Region (Land)                                                | von       | bis         | (abweichender Stufenname) Vegetation                                                                                      |
| -------------------------------------- | -------------------------------------------------------------------- | --------- | ----------- | --- |
| Feuchte Mittelbreiten                  | Bergisches-Land/Sauerland (Deutschland)                              | 100 m     | 300 m       | etwa Eschen-Hainbuchenwald, Stieleichen-Hainbuchenwald, Buchen-Stieleichenwald                                            |
| Feuchte Mittelbreiten                  | Westhänge der Southern Alps (Südinsel, Neuseeland)                   | ./.       | 200/400 m   | Gemäßigter Laub-Baumfarn-Nadelregenwald                                                                                   |
| Feuchte Mittelbreiten                  | Nördliche Appalachen (New York, Vereinigte Staaten)                  | ./.       | 300/400 m   | Laubmischwälder („Northern Hardwoods“) mit einzelnen Nadelhölzern                                                         |
| Boreale Zone                           | Chugach Mountains (Alaska, Vereinigte Staaten)                       | ./.       | 500 m       | (euboreal) Nadelwald sowie Pappel- oder Birkenwälder                                                                      |
| Polare Zone                            | Brooks Range (Alaska, Vereinigte Staaten)                            | ./.       | 600 m       | (planar-kollin-montan-alpine*) Tundra                                                                                     |
| Immerfeuchte Subtropen                 | Yushan (Taiwan)                                                      | ./.       | 400/600 m   | Immergrüner semi-trockener Lorbeerwald                                                                                    |
| Winterfeuchte Subtropen                | Südliche Seealpen (1) (Frankreich)                                   | 350 m     | 600 m       | (supramediterran) Flaumeichen-Hopfenbuchenwälder, z. T. mit Steineiche od. Aleppokiefer                                   |
| Feuchte Mittelbreiten                  | Nördliche Schweizer Alpen                                            | 200 m     | 600/800 m   | Buchenmischwälder |
| Boreale Zone                           | Zentrales Kamtschatka-Gebirge (Russland)                             | 200 m     | 700 m       | Lärchen-/Fichtenwald |
| Winterfeuchte Subtropen                | Teide-Nordhang (Teneriffa)                                           | 300/400 m | 900 m       | (thermokanarisch) Buschwälder mit Wacholder u. Erdbeerbaum                                                                |
| Winterfeuchte Subtropen                | Südliche Seealpen (2) (Frankreich)                                   | 600 m     | 900 m       | (kollin) Flaumeichen-Hopfenbuchenwälder mit Waldkiefer                                                                    |
| Immerfeuchte Tropen                    | Kinabalu (Borneo, Malaysia)                                          | 350/600 m | 900 m       | Dipterocarpaceen-Hügelregenwald mit tropischen Eichen und Kastanien                                                       |
| Sommerfeuchte Tropen                   | Kilimandscharo-Südabdachung (Tansania)                               | ./.       | 900 m       | Dornsavanne |
| Immerfeuchte Subtropen                 | Ruapehu (Nordinsel, Neuseeland)                                      | ./.       | 950/1000 m  | Subtropischer Steineiben-Feuchtwald                                                                                       |
| Immerfeuchte Tropen                    | Äquatoriale Anden-Ostabdachung (Venezuela, Kolumbien, Ecuador, Peru) | 500 m     | 1000/1200 m | (obere Tierra caliente, jedoch selten differenziert) Tieflandregenwald des Vorgebirges („Bosque siempreverde piemontano“) |
| Winterfeuchte Subtropen                | West-Kaukasus (Georgien)                                             | 600 m     | 1000/1200 m | Sommergrüner kolchischer Laubwald mit immergrünem Unterholz                                                               |
| Tropisch / subtropische Trockengebiete | Drakensberge (Lesotho, Südafrika)                                    | 200 m     | 1280 m      | Trockensavanne u. -steppe                                                                                                 |
| Trockene Mittelbreiten                 | Schugnankette (Tadschikistan)                                        | ./.       | 1400/1500 m | Halbwüste mit kurzlebigen Kräutern                                                                                        |
| Tropisch / subtropische Trockengebiete | Ahaggargebirge (Algerien)                                            | 1000 m    | 1700 m      | (saharo-mediterran) „Savannen“-Wüste mit vereinzelten Gehölzen                                                            |
| Sommerfeuchte Tropen                   | Sierra Nevada (Mexiko)                                               | 800 m     | 1800/2000 m | (Tierra templada) Yucca-Savanne, Lorbeer-Wolkenwald oder sommergrüner Eichen-Amberbaum-Laubwald                           |
| Tropisch / subtropische Trockengebiete | Nanga Parbat Südabdachung (Pakistan)                                 | 1100 m    | 2000 m      | Hochlandsteppe |
| Trockene Mittelbreiten                 | Rocky Mountains in Colorado (Vereinigte Staaten)                     | 1500 m    | 2500 m      | (Foothills / Transition) Waldsteppe                                                                                       |

*) = In den Polargebieten gibt es keine ausschließlich kolline Pflanzenformation, da bis in alpine Höhen Tundra oder Kältewüste vorherrscht.